# Medinilla stephanostegia
Medinilla stephanostegia är en tvåhjärtbladig växtart som beskrevs av Otto Stapf. Medinilla stephanostegia ingår i släktet Medinilla och familjen Melastomataceae. Inga underarter finns listade i Catalogue of Life.